# Tammari

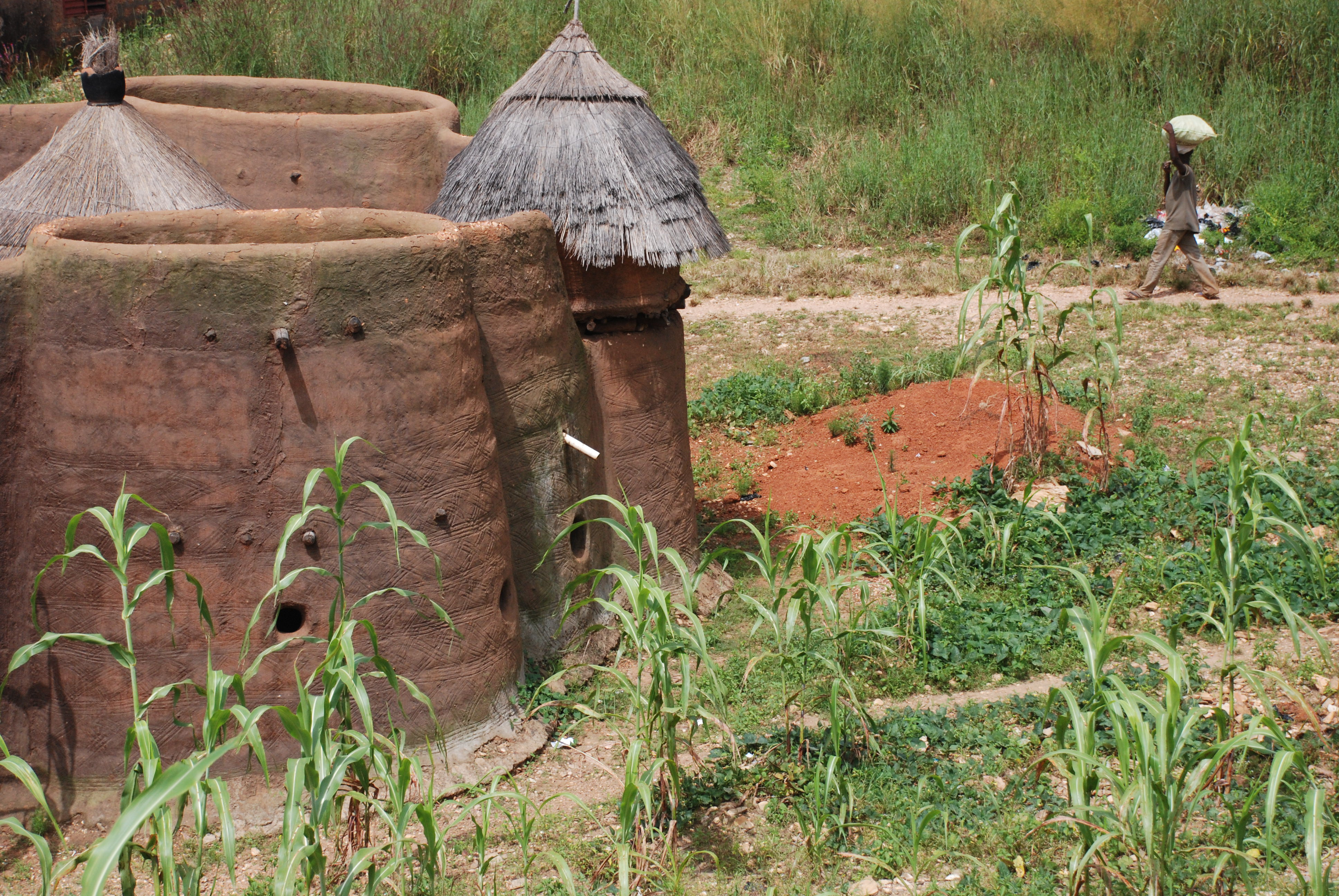
Ein Tammari-Haus. Die mit Reet gedeckte Struktur in der Mitte des Kamins (links) bedeckt Schlafquartiere, während der rechte ein Getreidespeicher ist.

Das Volk der Tammari oder Batammariba, auch bekannt als Somba, sind eine Oti-Volta-sprachige Volksgruppe des Departements Atakora in Benin und benachbarter Areale Togos, wo sie offiziell als Taberma bezeichnet werden. Die Bezeichnung für die Angehörigen des Tammari-Volkes lautet Otammari, das Volk wird Betammaribe genannt und ihre Sprache heißt Ditammari.
Sie sind weltbekannt für ihre zweistöckigen befestigten Häuser, auch bekannt als Tata Somba (Somba-Haus), in denen das Erdgeschoss nachts als Stall für die Tiere dient, der Innenraum im Erdgeschoss als Küche und das Obergeschoss mit einem Innenhof für das Trocknen des Getreides, als Schlafquartier sowie als Kornkammer verwendet wird. Dies hat sich entwickelt durch das Hinzufügen eines Daches zu einer Ansammlung mehrerer Hütten mit einer verbindenden Wand, die typisch sind für die Gur-sprachigen Gebiete Westafrikas. Die zylindrischen Strukturen in den Mauern werden zur Aufbewahrung und Bewachung des Tierbestands verwendet.
Die Tammari sind überwiegend traditionell-religiös, allerdings gibt es in letzter Zeit Missionierungsbestrebungen aus dem islamischen Norden.

## Galerie

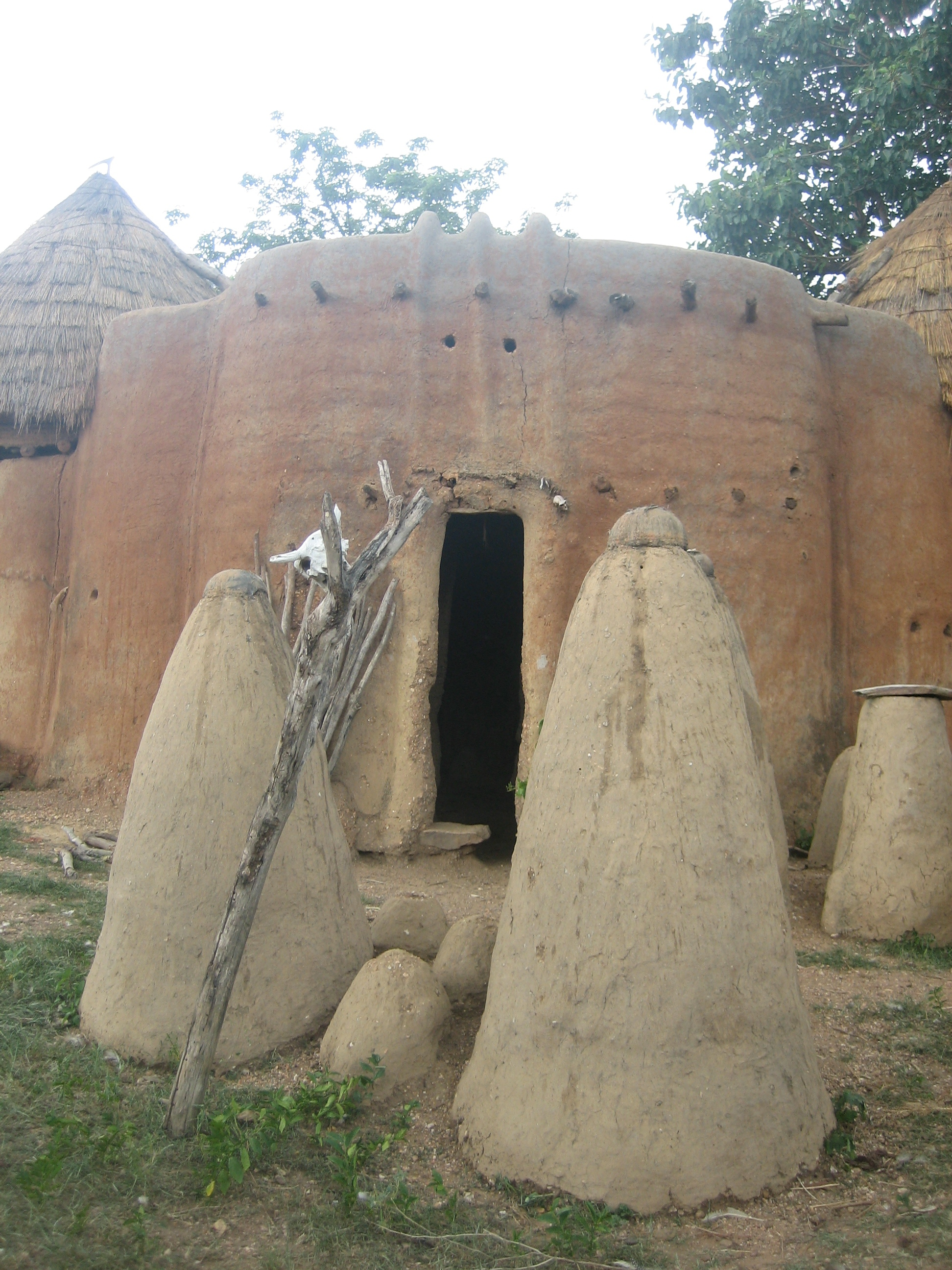
Der Eingang eines Tammari-Hauses mit Zwillingsaltären
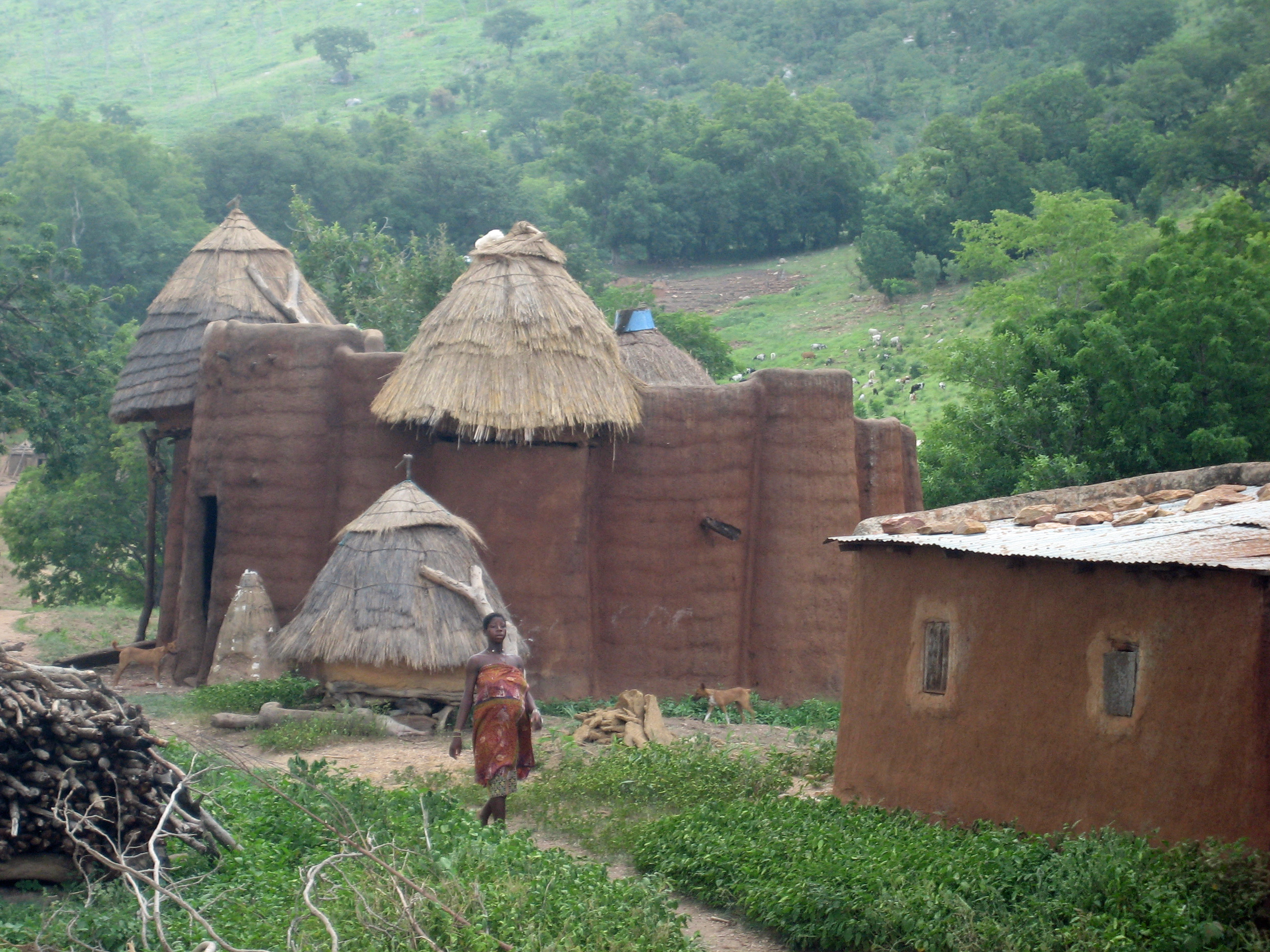
Ein Tammari-Haus mit Getreidespeichern. Die gegabelten Masten beim linken Getreidespeicher sind Leitern mit Stufen, die entlang ihrer Länge geschnitten wurden
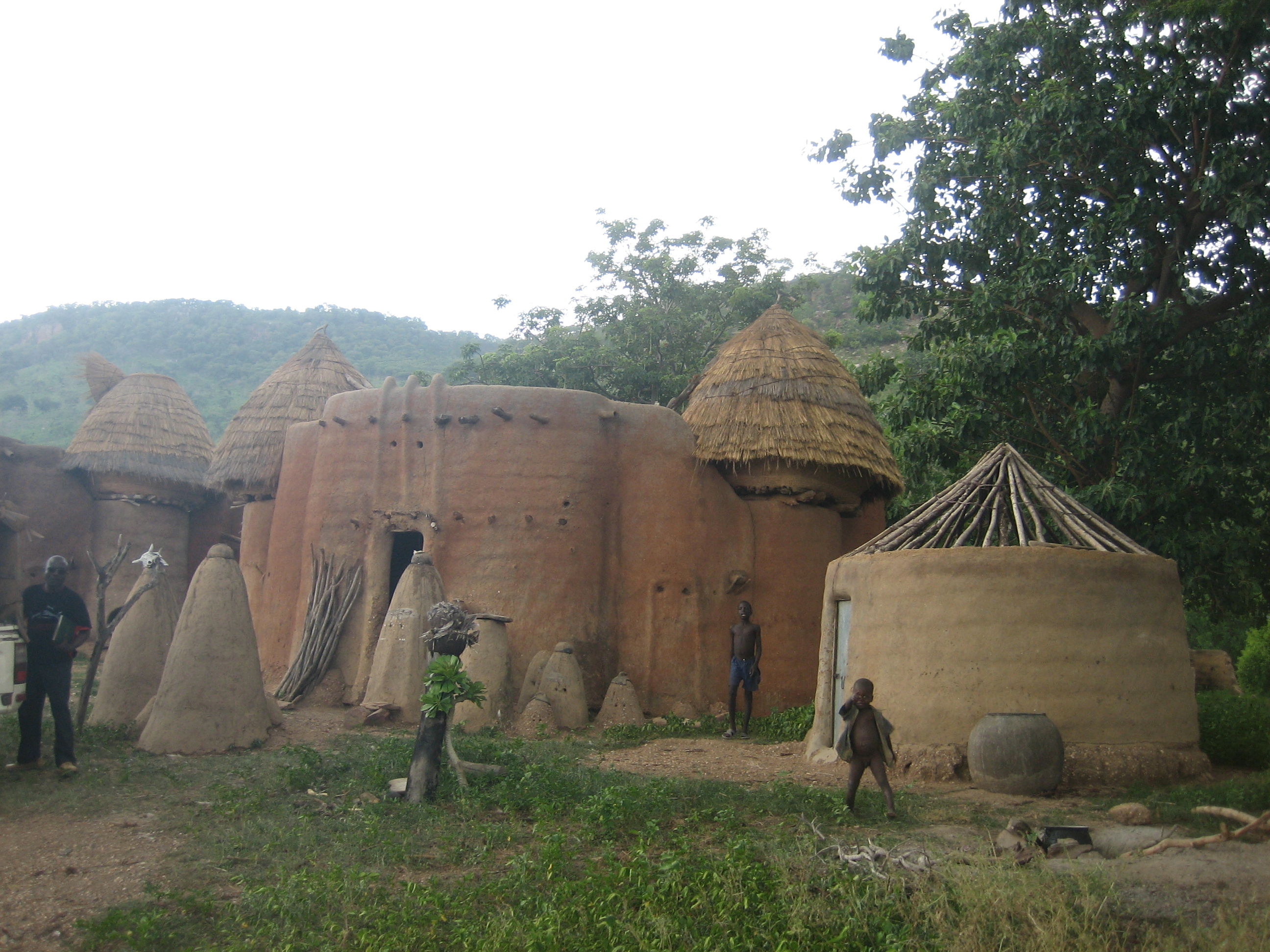
Benachbarte Tammari-Häuser mit mehreren Altären